# Raynald Martin
Raynald Edouard Martin (* 9. August 1906 in Genf; † 18. Juni 1998 ebenda) war ein Schweizer evangelischer Geistlicher.

## Leben

### Familie
Raynald Martin war der Sohn des Pfarrers Jacques Martin (* 1869; † 27. Mai 1944 in Genf) und dessen Ehefrau Yvonne Helene (* 3. März 1876 in Genf; † 23. Dezember 1975 ebenda), Tochter des Politikers Gustave Barthélemy Ador, der von 1910 bis 1928 Präsident des Internationalen Komitees vom Roten Kreuz war; seine Mutter war während beider Weltkriege in der Zentralen Kriegsgefangenen-Agentur des Internationalen Komitee vom Roten Kreuz tätig.
Er hatte noch fünf Geschwister.
Sein Grossvater war der Politiker Gustave Ador und sein Onkel der Musiker Frank Martin (* 15. September 1890 in Genf; † 21. November 1974 in Naarden).
Er war seit 1932 mit Colette (* 8. August 1907: † 6. August 1997), Tochter des Genfer Staatsrats Paul Magnenat, verheiratet.

### Werdegang
1926 immatrikulierte sich Raynald Martin zu einem Medizinstudium an der Universität Genf, wechselte dann jedoch bereits 1927 das Studienfach und begann ein Theologiestudium an der selbständigen École de théologie libre in Genf, das er 1932 beendete.
Von 1933 bis 1945 war er als Seelsorger im französischen Le Cateau-Cambrésis und von 1945 bis 1957 in der Kirche Temple de Saint-Gervais in Genf tätig; hier erfolgte 1944 auch seine Ordination.
Er war von 1957 bis 1971 Direktor des Centre social protestant, nachdem er diese Organisation mitbegründet hatte.

### Geistliches und gesellschaftliches Wirken
Raynald Martin prägte als starke Persönlichkeit den Genfer Protestantismus und rief mehrere Sozialwerke ins Leben, darunter 1959 die Dargebotene Hand. 1975 war er Generalsekretär der Organisation International federation of telephone emergency services (IFOTES), die 1967 gegründet worden war. Er schuf mit der Fondation Nicolas Bogueret, die Sozialwohnungen baute, auch das erste Haus in der Schweiz, in dem alleinerziehende Mütter gegen eine geringe Miete wohnen konnten und in dem sich zugleich eine Kinderkrippe befindet.
Am 19. Januar 1954 wurde auf Initiative von Raynald Martin die L'Ecole protestante d’altitude (EPA) in Saint-Cergue geschaffen, die Kinder mit schlechter körperlicher Gesundheit und Lernschwierigkeiten aufnahm und ausbildete.
1956 engagierte er sich auch während der Ungarnkrise für in die Schweiz geflohene ungarische Flüchtlinge.

## Schriften (Auswahl)
- La confession dans le protestantisme. Genève, 1936.